# Морской кадетский корпус

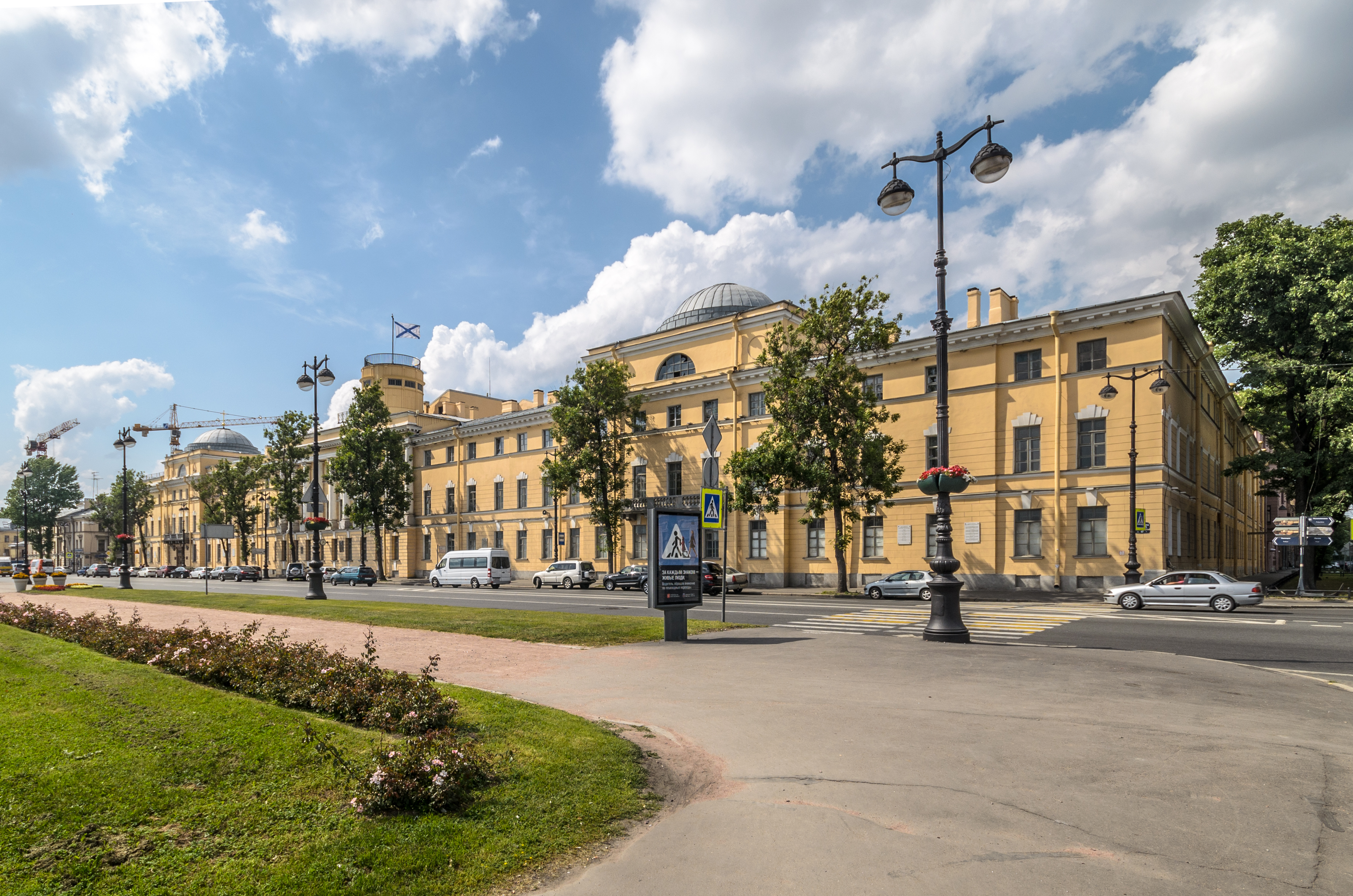
Здание Морского кадетского корпуса на Набережной Лейтенанта Шмидта

Морской кадетский корпус — военно-морское учебное заведение (кадетский корпус) Российской империи в Санкт-Петербурге.
Воспитанники старшего класса назывались гардемаринами, а воспитанники двух младших классов — кадетами.

## История

### XVIII век
Основанием Морской корпус имеет «Навигацкую Школу» или вернее «Школу Математических и Навигацких наук». Она была основана Петром Великим в Москве 14 января 1701 года. Первоначальна она должна была находиться в Большой Полотянной палате двора в Замоскворечье, но спустя пять месяцев Пётр I отвел под неё Сухареву башню в Москве. Основание её состоялось в год начала Северной войны (1701—1721). По царскому указу приказано было принимать — «добровольно хотящих, иных же паче и воспринуждением». Первоначально в 1701 году учеников было четыре человека, в 16 июля 1702 года уже полный комплект в 200 человек. В Навигацкую Школу велено было принимать детей дворян, подьячих, церковнослужителей, посадских, дворовых, солдатских и других чинов от 12 до 17 лет. В августе 1715 года, Петр I приказывает перевести к 1 октября из Москвы всех учеников и учителей «Школы математических и навигацких наук» или «Навигацкой Школы». Но из-за многочисленности учащихся — 600 человек и большей частью бедных, в Санкт-Петербург были переведены только ученики высших классов, а младших классов остались в Москве, под первоначальным названием Навигацкой школы. Переведённые же старшие классы в Санкт-Петербург стали именоваться Морской академией, которую поместили в доме Кикина, на набережной Невы, на углу обращенному к адмиралтейству и Главного Штаба, на месте впоследствии построенного Зимнего дворца.
В середине XVIII века в России имелось три учебных заведения, которые готовили специалистов для флота: московская Навигацкая школа, Морская академия и Гардемаринская рота. Вице-адмирал В. Я. Римский-Корсаков предложил оставить одно учебное заведение с расширенной программой по примеру Сухопутного кадетского корпуса, но с сохранением элементов высшего образования. После обсуждения его записки по указу императрицы Елизаветы Петровны 15 (26) декабря 1752 года на базе Морской академии был создан Морской кадетский шляхетский корпус на 360 учащихся; Навигацкая школа и Гардемаринская рота были упразднены. Название указывало на то, что учебное заведение было предназначено для лиц дворянского происхождения.
На содержание корпуса было назначено ежегодно 46 561 рубль. Для помещения отведён дом, бывший Миниха, на Васильевском острове, на углу набережной Большой Невы и 12 линии.
В строевом отношении учащиеся делились на три роты, в учебном — на три класса. Воспитанники первого выпускного класса именовались гардемаринами, второго и третьего — кадетами.
В 1762 году Морской кадетский шляхетский корпус переименован в Морской кадетский корпус . В 1771 году все постройки корпуса сгорели, и он был переведён в Кронштадт. Морской кадетский корпус разместился в здании Итальянского дворца, где оставался до декабря 1796 года, после чего был возвращён в Петербург. В 1797 году внутри здания был освящен домовой Храм святителя Павла Исповедника.

### XIX век
Павел I, сохранивший и по вступлении на престол звание генерал-адмирала, в ноябре 1796 года выразил желание, «чтобы колыбель флота, Морской кадетский корпус, был близко к генерал-адмиралу», и приказал перевести корпус в Санкт-Петербург, на то место, где он находится в настоящее время.
В 1826 число воспитанников увеличено до 505 человек, содержание — до 341 565 рублей. В 1827 году при корпусе учреждены офицерские классы, которые в 1862 были преобразованы в Академический курс морских наук, с 1877 — в Николаевскую морскую академию (ныне Военно-морская академия имени Адмирала Флота Советского Союза Н. Г. Кузнецова).
В октябре 1859 года в докладе генерал-адмирала великого князя Константина Николаевича отмечалось:

то обстоятельство, что морские учебные заведения были обязаны принимать воспитанников «не по выбору способнейших к морской службе, а по старшинству в кандидатских списках, притом детей в раннем возрасте, которые большею частью не получили никакого общего предварительного образования и иногда едва умели с трудом читать и писать: посему не было никакой возможности приготовить в небольшое число лет образованных морских офицеров из подобных лиц» <…> было признано необходимым, по примеру Англии, Франции, Америки и Швеции, «прежде морского специального воспитания требовать от желающих посвятить себя морской службе общих познаний, сообразно возрасту, в котором полезно начать специальные науки» и «для сего принимать в морские заведения не по старшинству в кандидатском списке, а по экзамену, допуская к оному желающих сообразно правилам каждого заведения, но не моложе 14 и не старше 16 лет, и принимая тех мальчиков, которые лучше выдержат экзамен».— Князев Г. М. Исторический очерк С.-Петербургского первого реального училища, 1862—1912 г. — СПб., 1912. — С. 1—2.

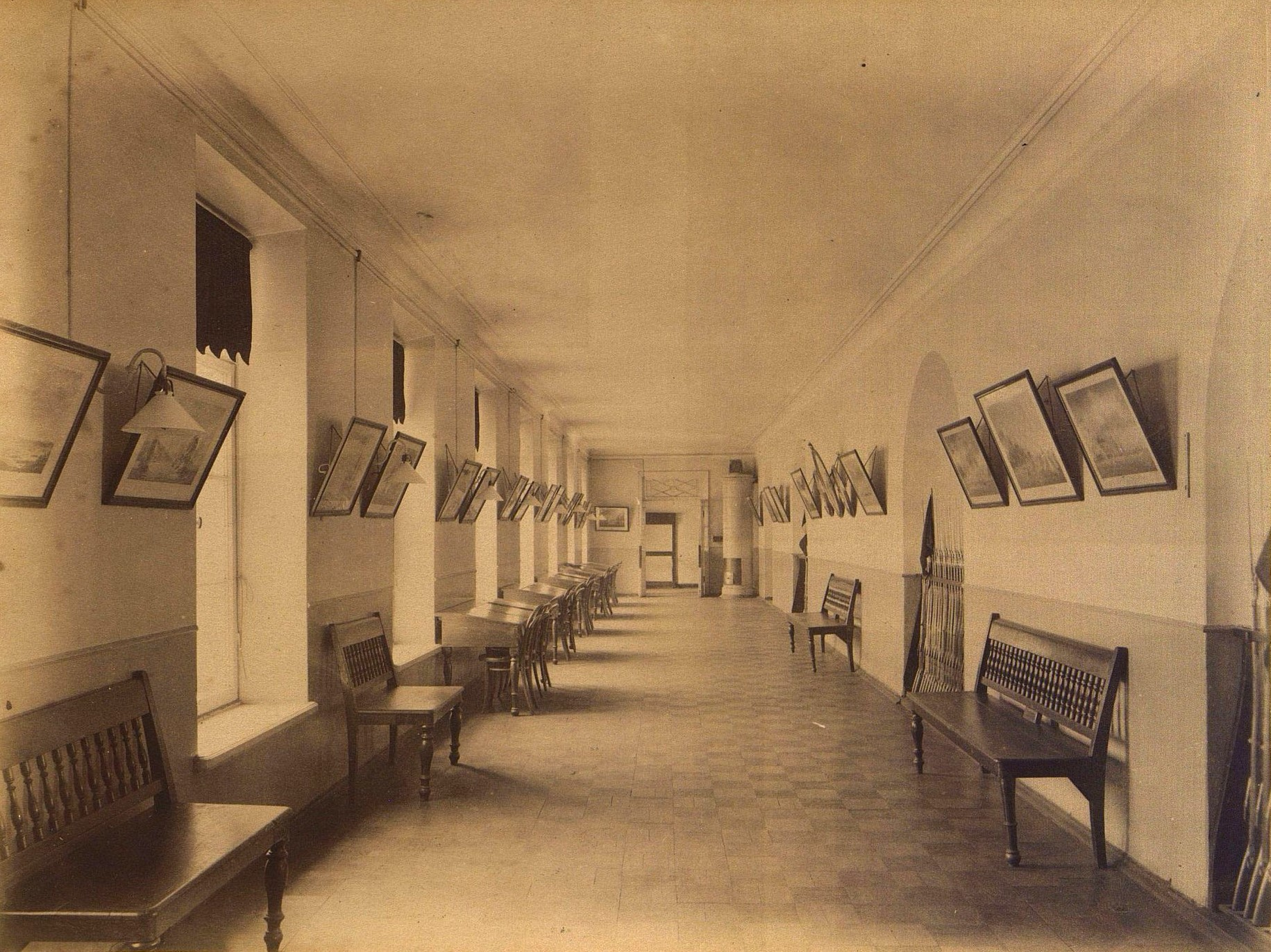
Помещение Морского кадетского корпуса. Около 1900 г.

Программа вступительных экзаменов в Морской кадетский корпус состояла из девяти предметов: Закон Божий; русский, французский и английский языки; история; география; арифметика; начала алгебры и геометрии. При приёме по состязательному экзамену преимущество предоставлялось детям военных чинов Морского ведомства. Окончившие полный теоретический и практический курс гардемарины (так назывались воспитанники старшего класса) осенью производились в мичманы. С 1894 г. право поступления предоставлялось исключительно детям офицеров флота и потомственным дворянам.
При общей реформе военно-учебных заведений в 1860-х годах «Морской корпус» был переименован в «Морское училище» и получил в 1867 году новый устав. В 1891 году восстановлено прежнее наименование — «Морской кадетский корпус». В начале XX века название ещё несколько раз менялось:
- Морской кадетский корпус (11.02.1891 - 20.12.1906)
- Его Императорского высочества наследника Цесаревича Морской корпус (20.12.1906 - 03.03.1916)
- Морское училище (14.09.1916 - 09.03.1918)

Положение о корпусе высочайше утверждено 22 февраля 1894 года. Управление было вверено директору (он же начальник академии) при участии учебно-воспитательного совета и хозяйственного комитета. Общее число воспитанников составляло 320 человек, на содержание корпуса отпускалось по 208 437 рублей в год. В корпусе было 6 классов; три младших назывались общими, три старших — специальными. Для поступления в младший общий класс требовались знания в объёме курса первых трёх классов реального училища.

### XX век

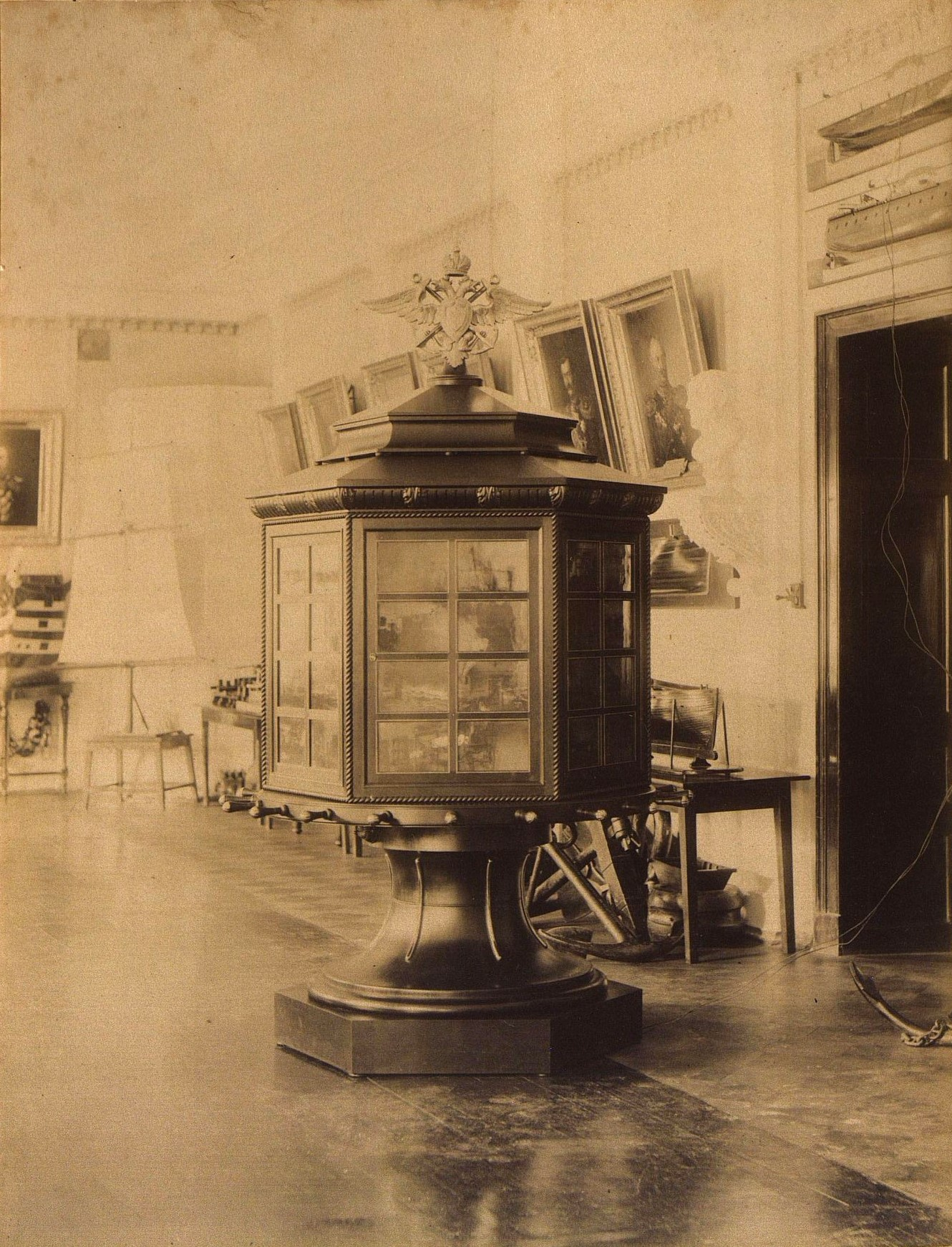
Зал Морского кадетского корпуса. Около 1900 г.

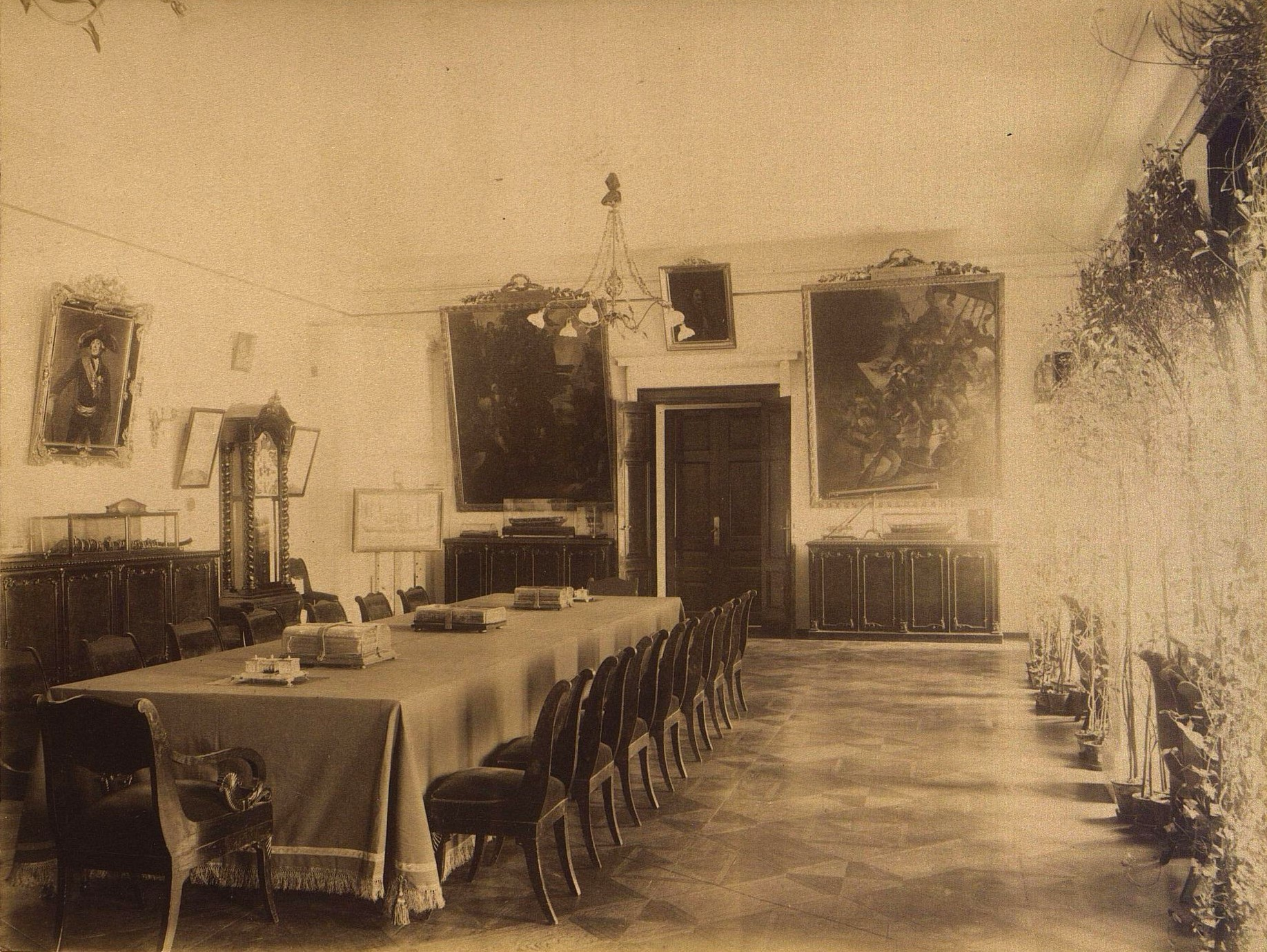
Один из залов Морского кадетского корпуса. Около 1900 г.

С 1906 года окончившие кадетские роты Морского  корпуса, а также поступившие по экзамену, направлялись на флот для прохождения практики. Им присваивалось звание корабельного гардемарина. После годичной практики корабельные гардемарины сдавали практические экзамены и производились в мичманы. Не сдавшие практические экзамены и показавшие низкие морские качества и неподготовленность к военно-морской службе увольнялись с присвоением чина подпоручика по адмиралтейству или же получали гражданский чин 10 класса.
В 1912 году прошла первая спартакиада воспитанников. В корпусе имелась картинная галерея и музей с моделями знаменитых кораблей. К началу Первой мировой войны в корпусе обучались 756 кадет и гардемарин, в том числе Великие князья Андрей Александрович и Федор Александрович.
В результате Великого Русского исхода 1920 года Морской корпус, включая 60 офицеров и воспитателей, 110 кадет и 235 гардемарин, прибыл в город Бизерту (Тунис). В Бизерте корпус был с 13 января 1921 и просуществовал 4 года. С Нового 1923 года Морской Корпус официально был переименован в «Орфелинат» (Сиротский Дом). До своего роспуска 25 мая 1925 года Морской Корпус носил имя «Сиротского дома Джебель-Кебир-Сфаят» — “L’orphelinat russe”.
В 1918 году Морское училище было закрыто. В том же году в здании бывшего Морского училища были открыты Курсы командного состава РККФ, реорганизованные в 1919 году в Училище командного состава РККФ, с 1939 года именуемое Высшее военно-морское училище имени М. В. Фрунзе ; 1 ноября 1998 года в результате объединения Высшего военно-морского училища имени М. В. Фрунзе и Высшего военно-морского училища подводного плавания имени Ленинского комсомола был создан Санкт-Петербургский военно-морской институт, а 25 января 2001 года, в связи с 300-летием военного образования в России, институту было присвоено название  "Санкт-Петербургский военно-морской институт».

## Директора Морского кадетского корпуса
Морским кадетским корпусом руководили многие известные морские офицеры российского флота:
- Нагаев, Алексей Иванович (1752—1760)
- Милославский, Фёдор Сергеевич (1760—1762)
- Голенищев-Кутузов, Иван Логгинович (1762—1802)
- Карцов, Пётр Кондратьевич (1802—1825)
- Рожнов, Пётр Михайлович (1825—1826)
- Крузенштерн, Иван Фёдорович (1827—1842)
- Римский-Корсаков, Николай Петрович (1842—1848)
- Казин, Николай Глебович (1848—1851)
- Глазенап, Богдан Александрович фон (1851—1856)
- Давыдов, Алексей Кузьмич (1856—1857)
- Нахимов, Сергей Степанович (1857—1861)
- Римский-Корсаков, Воин Андреевич (1861—1871)
- Епанчин, Алексей Павлович (1871—1882)
- Арсеньев, Дмитрий Сергеевич (1882—1896)
- Кригер, Александр Христианович (1896—1901)
- Доможиров, Александр Михайлович (1901—1902)
- Чухнин, Григорий Павлович (1902—1904)
- Воеводский, Степан Аркадьевич (1906—1908)
- Русин, Александр Иванович (1908—1913)
- Карцов, Виктор Андреевич (1913—1917)

## Известные воспитанники
См. Категория:Выпускники Морского кадетского корпуса